# В дитячому крузі
В дитячому крузі — збірка Лесі Українки.
Поезії для цієї збірки написані поетесою у 1884—1891 роках. Більшість з них пов'язана з природою. Починається цикл невеликими пейзажними творами. Картини природи з дивовижним світом річки, лісу, квітів, неба, поля, птахів і тварин відіграють важливу роль у розкритті внутрішнього світу героїв.
Вперше надруковано у збірці «На крилах пісень» (1893; стор. 103—106), під спільним заголовком «Дитячі» чотири поезії: «На зеленому горбочку…», «Літо краснеє минуло…», «Мамо, іде вже зима…», «Тішся, дитино, поки ще маленька…». За ними — поезія «Веснянка». У виданні 1904 року всі ці вірші об'єднані в цикл під назвою «В дитячому крузі».
Вірш «На зеленому горбочку…» вперше надруковано в альманасі «Перший вінок» (Львів, 1887; стор. 176—177). Автограф не зберігся. Датується за першодруком 1885 року. В основі сюжету цього вірша — мотив чекання хатинки-дитинки на матір-сонце. Образ матері й дитини наповнює пейзаж внутрішнім теплом. Образ сонця не лише символізує чистоту життя, а й виступає носієм життєвої енергії у важкі для дітей моменти. Цей твір допомагає юним читачам усвідомити нерозривність зв'язку з рідним краєм та розвиває любов до нього.
У вірші «Літо красне минуло» майстерно описана зимова пора та передається бажання дітей, щоб швидше прилинуло літо.
Вірш «Тішся, дитино, поки ще маленька…»  написаний у 1891 році. Інша назва «До руской дитини». Вперше надрукований в журналі «Ілюстрована бібліотека для молодежи, селян та міщанства», № 3, 1891, стор. 33.